# Coppa dei Campioni per club di atletica leggera
La Coppa dei Campioni per club di atletica leggera (European Champion Clubs Cup) è una competizione continentale di atletica leggera per club organizzata annualmente dalla European Athletic Association.

## Storia
La prima edizione si svolse il 18 maggio 1975 a Liegi, in Belgio da un'idea di Raymond Demonceau presidente del Royal Football Club de Liège.

## Edizioni

### Maschili
- 1975: Liegi - T.V. Wattenscheid (Germania Est)
- 1976: Rieti - Alco Rieti (Italia)
- 1977: Wolverhampton - T.V. Wattenscheid (Germania Est)
- 1978: Bochum - T.V. Wattenscheid (Germania Est)
- 1979: Lisbona - Fiat Iveco Torino (Italia)
- 1980: Madrid - Fiat Iveco Torino (Italia)
- 1981: Belgrado - Dukla Praga (Cecoslovacchia)
- 1982: Parigi - Fiamme Oro Padova (Italia)
- 1983: Verona - Fiamme Oro Padova (Italia)
- 1984: Milano - Pro Patria Pierrel (Italia)
- 1985: Londra - Pro Patria Freedent (Italia)
- 1986: Lisbona - Racing Club Parigi (Francia)
- 1987: Milano - Racing Club Parigi (Francia)
- 1988: Mogliano Veneto - Racing Club Parigi (Francia)
- 1989: Belgrado - Stella Rossa (Jugoslavia)
- 1990: Jerez - Larios Madrid (Spagna)
- 1991: Jerez - Larios Madrid (Spagna)
- 1992: Birmingham - Larios Madrid (Spagna)
- 1993: Budapest - Fiamme Oro Padova (Italia)
- 1994: Malaga - Larios Madrid (Spagna)
- 1995: Vila Real de Santo António - Larios Madrid (Spagna)
- 1996: Istanbul - Larios Madrid (Spagna)
- 1997: Mosca - Luch Mosca (Russia)
- 1998: Tivoli - Luch Mosca (Russia)
- 1999: Atene - Luch Mosca (Russia)
- 2000: Vila Real de Santo António - Sporting Club Lisbona (Portogallo)
- 2001: Madrid - Luch Mosca (Russia)
- 2002: Lisbona - Luch Mosca (Russia)
- 2003: Valencia - Luch Mosca (Russia)
- 2004: Mosca - Luch Mosca (Russia)
- 2005: Albufeira - Fiamme Gialle (Italia)
- 2006: Valencia - Luch Mosca (Russia)
- 2007: Albufeira - Luch Mosca (Russia)
- 2008: Vila Real de Santo António - Finpromko-Upi (Russia)
- 2009: Castellón - Luch Mosca (Russia)
- 2010: Vila Real de Santo António - Luch Mosca (Russia)
- 2011: Vila Real de Santo António - Luch Mosca (Russia)
- 2012: Vila Real de Santo António - Fiamme Gialle (Italia)
- 2013: Vila Real de Santo António - Fiamme Gialle (Italia)
- 2014: Vila Real de Santo António - Fiamme Gialle (Italia)

#### Plurivincitori
Club
- 13 vittorie: Luch Mosca (1997, 1998, 1999, 2001, 2002, 2003, 2004, 2006, 2007, 2008, 2009, 2010, 2011)
- 6 vittorie: Larios Madrid (1990, 1992, 1994, 1995, 1996)
- 4 vittorie: Fiamme Gialle (2005, 2012, 2013, 2014)
- 3 vittorie: Fiamme Oro Padova (1982, 1983, 1993)
- 3 vittorie: T.V. Wattenschied (1975, 1977, 1978)
- 3 vittorie: Racing Club Parigi (1986, 1988)
- 2 vittorie: Fiat Iveco Torino (1979, 1980)
- 2 vittorie: Pro Patria Milano (1984, 1985)

Nazioni
- 13 vittorie:  Russia
- 11 vittorie:  Italia
- 6 vittorie:  Spagna
- 3 vittorie:  Germania Est
- 3 vittorie:  Francia
- 1 vittoria:  Jugoslavia,  Cecoslovacchia e  Portogallo

### Femminili

#### Plurivicitori
Dato aggiornato all'edizione 2006
- 10 vittorie: Luch Mosca (1997-2006)
- 8 vittorie: L.G. Bayer Leverkusen (1982-1989)
- 2 vittorie: Levski Sparta Sofia (1992 e 1994)
- 1 vittoria: S.C. Sport Neubrandenburg (1990)
- 1 vittoria: Stade Francais Parigi (1991)
- 1 vittoria: Sisport Torino (1993)
- 1 vittoria: Podmoskovye (1995)
- 1 vittoria: SNAM Milano (1996)